# Młyn we Fryszerce (powiat radomszczański)
Młyn we Fryszerce – młyn wodny w dorzeczu Widawki, wybudowany ok. 1920, znajdujący się we Fryszerce, w gminie Gomunice, w województwie łódzkim.

## Historia miejsca
Młyny w tej lokalizacji były wymieniane w źródłach w XIX w. Poprzedni istniejący młyn został założony w 1900 r. Był to budynek jednopiętrowy, drewniany, kryty gontem. Posiadał 2 koła wodne nasiębierne, 2 pary kamieni francuskich, żubrownik, jagielnik, drewniane podgródki, upusty, jazy i zastawki.

## Obecny młyn
Około 1920 r. dawny młyn został zastąpiony istniejącym obecnie budynkiem dwupiętrowym, częściowo murowanym (parter) a częściowo drewnianym (piętro). W tym okresie zainstalowano turbinę wodną, a kamienie młyńskie zostały wymienione na 2 pary walców. W okresie PRL stanowił własność Gromadzkiej Rady Narodowej. Był czynny do 1970 r. W latach 90. był użytkowany przez Miejski Ośrodek Sportu i Rekreacji w Radomsku. Obecnie nieczynny i nieużytkowany ulega dewastacji. W 2019 r. został znacznie zniszczony przez pożar, w wyniku którego spłonęło drewniane piętro, a ocalała jedynie część parterowa.

## Przypisy

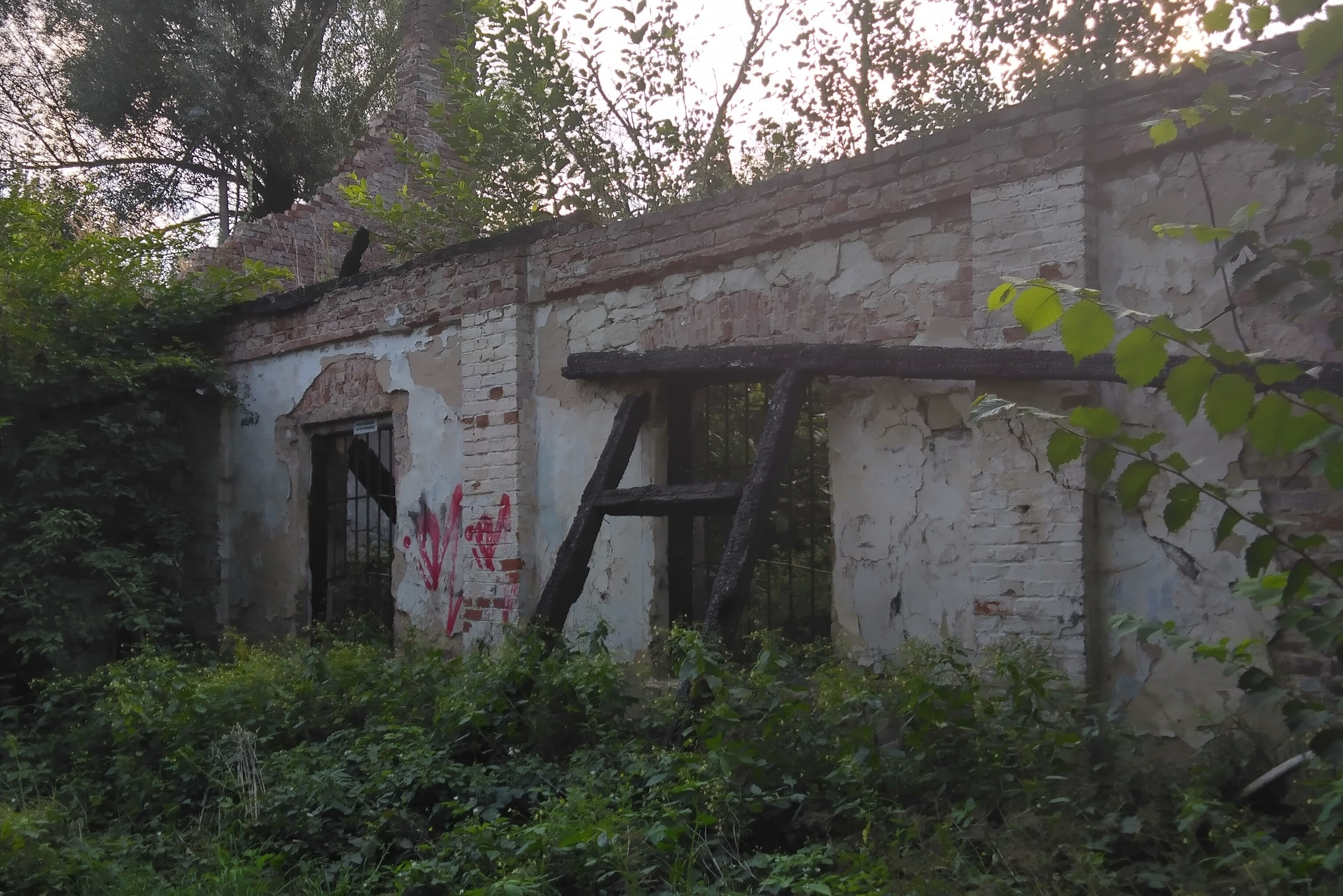
Młyn we Fryszerce w 2024 r. (stan po pożarze).